# Nicolas Horvath
 (août 2025).
La mise en forme du texte ne suit pas les recommandations de Wikipédia : il faut le « wikifier ».
Les points d'amélioration suivants sont les cas les plus fréquents. Le détail des points à revoir est peut-être précisé sur la page de discussion.
- Les titres sont pré-formatés par le logiciel. Ils ne sont ni en capitales, ni en gras.
- Le texte ne doit pas être écrit en capitales (les noms de famille non plus), ni en gras, ni en italique, ni en « petit »…
- Le gras n'est utilisé que pour surligner le titre de l'article dans l'introduction, une seule fois.
- L'italique est rarement utilisé : mots en langue étrangère, titres d'œuvres, noms de bateaux, etc.
- Les citations ne sont pas en italique mais en corps de texte normal. Elles sont entourées par des guillemets français : « et ».
- Les listes à puces sont à éviter, des paragraphes rédigés étant largement préférés. Les tableaux sont à réserver à la présentation de données structurées (résultats, etc.).
- Les appels de note de bas de page (petits chiffres en exposant, introduits par l'outil «  Source ») sont à placer entre la fin de phrase et le point final[comme ça].
- Les liens internes (vers d'autres articles de Wikipédia) sont à choisir avec parcimonie. Créez des liens vers des articles approfondissant le sujet. Les termes génériques sans rapport avec le sujet sont à éviter, ainsi que les répétitions de liens vers un même terme.
- Les liens externes sont à placer uniquement dans une section « Liens externes », à la fin de l'article. Ces liens sont à choisir avec parcimonie suivant les règles définies. Si un lien sert de source à l'article, son insertion dans le texte est à faire par les notes de bas de page.
- La présentation des références doit suivre les conventions bibliographiques. Il est recommandé d'utiliser les modèles {{Ouvrage}}, {{Chapitre}}, {{Article}}, {{Lien web}} et/ou {{Bibliographie}}. Le mode d'édition visuel peut mettre en forme automatiquement les références.
- Insérer une infobox (cadre d'informations à droite) n'est pas obligatoire pour parachever la mise en page.

Pour une aide détaillée, merci de consulter Aide:Wikification.
Si vous pensez que ces points ont été résolus, vous pouvez retirer ce bandeau et améliorer la mise en forme d'un autre article.
Pour les articles homonymes, voir Horváth.
Nicolas Horvath est un pianiste et compositeur électroacoustique français, né le 11 août 1977 à Monaco.

## Formation
À l'âge de 10 ans, Nicolas Horvath est sélectionné pour un programme initié par la Princesse Grace de Monaco destiné aux enfants à prédispositions musicales. 
À l'âge de 15 ans, lors d'un concours de l'Académie de Musique Prince Rainier III, il est découvert par le chef d'orchestre Lawrence Foster
qui lui obtient une bourse d'études de Fondation Princesse-Grace-de-Monaco lui permettant de travailler pendant 3 étés consécutifs au Aspen Music Festival and School avec Gabriel Chodos. À son retour, il travaille pendant deux ans avec Gérard Frémy qui l'initie aux musiques contemporaines.
En 1998, il intègre l'École Normale de Musique de Paris. De 2002 à 2006, il travaille avec Bruno Leonardo Gelber et Germaine Deveze qui lui demandent de ne plus donner de concert ni de participer au moindre concours pendant son apprentissage. Il arrête donc ses études à l'École Normale. En 2004, il intègre la classe de composition électroacoustique de Gino Favotti d'où il suivit les masterclasses de François Bayle et Christian Zanési et en 2006, la classe de composition électroacoustique de Christine Groult.
De 2008 à 2011 il remporte de nombreux concours internationaux comme les Concours Luigi Nono, Alexandre Scriabine, Osaka, Fukuoka, Yokohama... En 2010, il intègre la Oxana Yablonskaya Piano School ainsi que The International Certificate for Piano Artists. Les rencontres avec Leslie Howard ainsi que Gabriel Tacchino, Philippe Entremont et Éric Heidsieck, marquent sa carrière.

## Carrière
Nicolas Horvath collabore auprès de compositeurs comme : Terry Riley, Alvin Curran, Alp Durmaz, Mamoru Fujieda, Tõnu Kõrvits, Denis Levaillant, Alvin Lucier, Jaan Rääts, William Susman, Andre Bangambula Vindu, il assure la création de pièces de plus de deux cents compositeurs et plus d'une centaine de pièces lui sont dédiées.
Nicolas Horvath joue aussi des œuvres méconnues telles que le Christus de Franz Liszt, La Chute de la Maison Usher de Claude Debussy, la version intégrale du Fils des Étoiles d'Erik Satie ainsi que des compositeurs oubliés ou négligés tels que Moondog, Hélène de Montgeroult, Ludovic Lamothe, Jacques Champion de Chambonnières, Nobuo Uematsu, Friedrich Kalkbrenner, Élisabeth Jacquet de La Guerre, Charles-Valentin Alkan, Karl August Hermann...
Nicolas Horvath se fait remarquer en organisant des concerts fleuves tels les Vexations d'Erik Satie qu'il donne 12 fois seul et non stop, les Nuits du Piano Minimaliste ou les intégrales Erik Satie ou Philip Glass.
Le 21 avril 2012, avec la complicité d'Andrea Clanetti Santarossa, ils donnent à l'Entrepot  de Daniel Boeri le tout premier happening de Monaco sur une musique de La Monte Young. Certains membres du public quittent l'événement en criant au scandale.
Le 12 décembre 2012, il donne au Palais de Tokyo (centre d'art contemporain) une version solo non-stop de 35 h des Vexations d'Erik Satie. Commençant le 12 décembre à midi, et se terminant le 13 décembre à 23 heures, elle est actuellement la version piano solo et non-stop la plus longue jamais exécutée
Du 23 juin au 27 juillet 2013, il est invité par la galerie Do Not Open de Bruxelles à donner sa première exposition fortement inspirée par les œuvres de Clyfford Still et Hermann Nitsch .
Le 11 avril 2014, il crée au Palais de Tokyo le Palais de Glass, un hommage fleuve au compositeur Philip Glass, 120 compositeurs de 56 pays et de tous les genres musicaux ont écrit une œuvre pour ce concert.
Le 9 janvier 2015, au Carnegie Hall de New York, il donne la première mondiale du cycle complet des 20 Études pour piano de Philip Glass.
Les 10, 11 et 12 octobre 2015, au Grand Rex de Paris, il accompagne une performance vocale de Danny Elfman sur son Oogie Boogie's song lors du bis du concert anniversaire du compositeur.
Le 31 octobre 2015, Gallery of Estonia (le pavillon estonien) dans le cadre de la journée de clôture de l'Exposition universelle de 2015 l'invite à donner le premier récital 100% Jaan Rääts.
Le 30 juin 2015, il donne une version de 24 heures des Vexations d'Erik Satie à la Maison de la Radio (Paris) en hommage au 90e anniversaire de la mort du compositeur.
Le 25 mai 2016, il est invité par l'Ambassade d'Estonie à donner un Récital Jaan Rääts au Parlement Européen de Strasbourg lors de la Cérémonie d'investiture de l'Estonie au Conseil de l'Europe.
La nuit du 1er au 2 octobre 2016 il donne, à la Philharmonie de Paris, l'intégrale de l’œuvre pour piano de Philip Glass au cours d'un marathon musical de 11 heures.
En avril 2017, il passe commande à tous les élèves de Jaan Rääts tels que Erkki-Sven Tüür, Tõnu Kõrvits, Timo Steiner, Kerri Kotta... d'une pièce exclusive pour une tournée Hommage à Jaan Rääts (pour les 85 ans du compositeur) qui se déroula dans toute l'Estonie.
Le 20 mai 2017, il donne à Nice 6 heures de concert non-stop de piano de Philip Glass à la Galerie de la Marine . Les auditeurs sont assis ou couchés sur un tapis ou debout, entrent et sortent, ou pour une poignée, assistent au concert intégral. En bis, le pianiste joue la première gnossienne de Erik Satie.
Le 24 mars 2018, il est invité par le Musée Labenche à Brive-la-Gaillarde à donner un récital Claude Debussy pour son centenaire sur le dernier piano du compositeur. Lors de ce concert Nicolas Horvath joue en première mondiale des œuvres de Claude Debussy complétées par le musicologue Robert Orledge
Le 9 septembre 2018, il donne en première mondiale à Toulouse en ouverture de la Saison Moondog et dans le cadre du festival Piano aux Jacobins, les Books 1, 2 & 3 du Art of Canons ainsi que le Great Canon de Moondog 
La nuit du 6 octobre 2018, dans le cadre de la Nuit Blanche, il joue à la Philharmonie de Paris l'intégrale de l’œuvre pour piano de Erik Satie. Le concert, filmé par Thierry Villeneuve, a été retransmis lors d'un direct de plus de 8h sur Culturebox. Une version courte est sortie en DVD en 2022.
Le 28 avril 2019, il donne en première mondiale à Nantes dans le cadre du Festival Variations, l'intégrale des 15 Klavierstücke pour piano de Karlheinz Stockhausen en un seul concert sans la moindre pause.
Les 17 et 18 mai 2019, il est choisi par Philip Glass pour participer à son Philip Glass & Friends lors de l'intégrale des Études de Philip Glass à la Philharmonie de Paris, Nicolas Horvath interpréta les études 13 et 14.
Le 1er octobre 2020, il donne la première mondiale à Strasbourg dans le cadre du Festival Musica, Music for Piano with Slow Sweep Pure Wave Oscillators XL , l'ultime et la plus longue œuvre d'Alvin Lucier composée à la demande de Nicolas Horvath.
Les 26 et 27 juin 2020, il donne à Milan dans le cadre du Festival Milano Piano City day, la première mondiale de Like a flash of lightning that hurries suddenly from the sky to the earth d' Eva-Maria Houben, d'une durée de 14 heures (œuvre non répétitive pour piano  la plus longue composée par une compositrice).
Dans la nuit du 16 au 17 Septembre 2023, il s'associe à l'Ensemble OCEIM pour donner le premier Hommage à l'œuvre de Jean Catoire (Nuit Jean Catoire) dans le cadre du Festival Musica à Strasbourg.
Le 6 Octobre 2024, il donne la première mondiale à Strasbourg dans le cadre du Festival Musica, Chasing Satie, l'ultime grand cycle pour piano solo de Terry Riley, œuvre inspirée par la Nuit Satie que Nicolas a donné le 6 octobre 2018 à la Philharmonie de Paris et retransmise en direct sur CultureBox.
En 2021, il s'associe avec les labels Collection 1001 Notes et ACEL (Association pour la Création et l'Edition en Liberté) pour créer son propre label, les Nicolas Horvath Discoveries, qui lui permet enfin de partager toutes ses explorations musicales.
Depuis 2022, Nicolas anime une émission de radio sur Fréquence Protestante : Musiques Actuelles, émission qui lui permet de mettre à l'honneur des créateurs musicaux de tous horizons.

## Discographie

### Musique classique
- Jean-Sébastien Bach : Complete Chorales, Vol.1 November. 1 CD – Azure Sky, 2024
- Jean-Sébastien Bach : Complete Chorales, Vol.2 December. 1 CD – Azure Sky, 2024
- Jean-Sébastien Bach : Complete Chorales, Vol.3 January. 1 CD – Azure Sky, 2025
- Jean-Sébastien Bach : Complete Chorales, Vol.4 February. 1 CD – Azure Sky, 2025
- Jean-Sébastien Bach : Complete Chorales, Vol.5 March. 1 CD – Azure Sky, 2025
- Jean-Sébastien Bach : Complete Chorales, Vol.6 April. 1 CD – Azure Sky, 2025
- Jean-Sébastien Bach : Complete Chorales, Vol.7 May. 1 CD – Azure Sky, 2025
- Anne-Louise Brillon de Jouy: The Piano Sonatas Rediscovered. 2 CD Naxos – Grand Piano Records, 2021
- Frédéric Chopin : Les Nocturnes Secrets, Vol.1. 1 CD – Collection 1001 Notes, 2024
- Frédéric Chopin : Les Nocturnes Secrets, Vol.2. 1 CD – Collection 1001 Notes, 2025
- Karl Czerny : 30 Études de Mécanisme, Op. 849 (OCLC 1127643409), CD Naxos  – Grand Piano Records, 2019
- Claude Debussy : The Unknown Debussy - Rare Piano Music, CD Naxos – Grand Piano Records, 2020
- Karl August Hermann : Complete Piano Music (OCLC 1051435520), CD Toccata Classics, 2018
- Franz Liszt : Christus (OCLC 917894190), CD Editions Horus, 2012
- Hélène de Montgeroult : The Complete Piano Sonatas , 2 CD Naxos – Grand Piano Records, 2021
- Erik Satie : Nuit Erik Satie Live at Philharmonie de Paris, DVD Blu-ray HD – Grand Piano Records, 2022
- Erik Satie : Complete Piano Works, New Salabert Edition vol.4 (OCLC 1120211918), CD Naxos – Grand Piano Records, 2019
- Erik Satie : Complete Piano Works, New Salabert Edition vol.3 (OCLC 1032830188), Naxos – Grand Piano Records, 2018
- Erik Satie : Complete Piano Works, New Salabert Edition vol.2 (OCLC 1018313315), CD Naxos – Grand Piano Records, 2018
- Erik Satie : Complete Piano Works, New Salabert Edition vol.1 (OCLC 1000300962), CD Naxos – Grand Piano Records, 2017
- Germaine Tailleferre : Her Piano Works, Revived, Vol. 1, CD Naxos – Grand Piano Records, 2022

### Musique contemporaine / minimaliste / expérimentale
- Giuliano d'Angiolini : Aria, Digital Collection 1001 Notes / 2CD ACEL – Nicolas Horvath Discoveries, 2024
- Dante Boon : Dreamings, , Digital Collection 1001 Notes / 2CD ACEL – Nicolas Horvath Discoveries, 2024
- Thérèse Brenet : Le Visionnaire CD Editions Musik Fabrik, 2012
- Lawrence Ball : Prayer for the Breath of the World, , Digital Collection 1001 Notes / CD ACEL – Nicolas Horvath Discoveries, 2023
- John Cage : In a Landscape, Digital Collection 1001 Notes / CD ACEL – Nicolas Horvath Discoveries, 2022
- Carlos Peron Cano : Ghostly, Digital Collection 1001 Notes / CD ACEL – Nicolas Horvath Discoveries, 2024
- Cornelius Cardew : Treatise (Harsh-Noise version) (OCLC 940512655), CD Demerara Records, 2016
- Jean Catoire : Complete Piano Works Boxset, 28CD ACEL – Nicolas Horvath Discoveries, 2022
- Jean Catoire : Complete Piano Works Vol.8, Digital Collection 1001 Notes – Nicolas Horvath Discoveries, 2022
- Jean Catoire : Complete Piano Works Vol.7, Digital Collection 1001 Notes – Nicolas Horvath Discoveries, 2022
- Jean Catoire : Complete Piano Works Vol.6, Digital Collection 1001 Notes – Nicolas Horvath Discoveries, 2022
- Jean Catoire : Complete Piano Works Vol.5, Digital Collection 1001 Notes – Nicolas Horvath Discoveries, 2022
- Jean Catoire : Complete Piano Works Vol.4, Digital Collection 1001 Notes – Nicolas Horvath Discoveries, 2022
- Jean Catoire : Complete Piano Works Vol.3, Digital Collection 1001 Notes – Nicolas Horvath Discoveries, 2022
- Jean Catoire : Complete Piano Works Vol.2, Digital Collection 1001 Notes  – Nicolas Horvath Discoveries, 2022
- Jean Catoire : Complete Piano Works Vol.1, Digital Collection 1001 Notes  – Nicolas Horvath Discoveries, 2021
- David Christoffel : Echecs Opératiques, Digital Collection 1001 Notes / 3CD ACEL  – Nicolas Horvath Discoveries, 2023
- Melaine Dalibert : En Abyme, Digital Collection 1001 Notes / CD ACEL – Nicolas Horvath Discoveries, 2022
- Melaine Dalibert : Horizons, , Digital Collection 1001 Notes / CD ACEL – Nicolas Horvath Discoveries, 2024
- Julius Eastman : Three Extended Pieces for Four Pianos, 2 CD & 2 33 tours, Sub Rosa, 2021
- Michael Jon Fink : Sunless, Digital Collection 1001 Notes / CD ACEL – Nicolas Horvath Discoveries, 2023
- Philip Glass : Essentials II : LP 85th anniversary tribute, 33 tours Naxos – Grand Piano Records, 2023
- Philip Glass : Essentials : LP 80th anniversary tribute (OCLC 978302041), 33 tours Naxos – Grand Piano Records, 2017
- Philip Glass : GlassWorlds  vol.6 (OCLC 1127173041), CD Naxos – Grand Piano Records, 2019
- Philip Glass : GlassWorlds  vol.5 (OCLC 1016456741), CD Naxos – Grand Piano Records, 2016
- Philip Glass : GlassWorlds  vol.4 (OCLC 986241205), CD Naxos – Grand Piano Records, 2016
- Philip Glass : GlassWorlds  vol.3 (OCLC 933308819), CD Naxos – Grand Piano Records, 2016
- Philip Glass : GlassWorlds  vol.2 (OCLC 919318502), CD Naxos – Grand Piano Records, 2015
- Philip Glass : GlassWorlds  vol.1 (OCLC 9052395389), CD Naxos – Grand Piano Records, 2015
- Pal Hermann : Complete Surviving Music Vol.3, CD Toccata Classics, 2024
- Eva-Maria Houben : Gesänge des tages und der nacht, Digital Collection 1001 Notes / CD ACEL – Nicolas Horvath Discoveries, 2023
- Anastassis Philippakopoulos : Silent Lights, Digital Collection 1001 Notes / 2CD ACEL  – Nicolas Horvath Discoveries, 2023
- Hans Otte : The Book of Sounds, Digital Collection 1001 Notes / 2CD ACEL – Nicolas Horvath Discoveries, 2022
- Terry Jennings : Winter Sun, Digital Collection 1001 Notes / CD ACEL  – Nicolas Horvath Discoveries, 2023
- Dennis Johnson : November, Digital Collection 1001 Notes / 6CD ACEL  – Nicolas Horvath Discoveries, 2022
- Tom Johnson : One Hour for Piano, Digital Collection 1001 Notes  / CD ACEL – Nicolas Horvath Discoveries, 2022
- Tom Johnson : The Chord Catalogue, Digital Collection 1001 Notes  / 4CD ACEL  – Nicolas Horvath Discoveries, 2022
- Dominique Lawalrée : De Temps en Temps, Digital Collection 1001 Notes  / CD ACEL  – Nicolas Horvath Discoveries, 2024
- Alvin Lucier : Music for Piano XL, CD Naxos - Grand Piano Records, 2021
- Nicolas Horvath :  Improvisation Ritual (in the Hyoscamus Thurneman compilation), Book CD, Ajna Offensive, 2020
- Jaan Rääts : Complete Piano Sonatas Vol.1 (OCLC 1004345009), CD Naxos – Grand Piano Records, 2017
- Ehsan Saboohi : Iranian Haiku, Digital Collection 1001 Notes  / CD ACEL – Nicolas Horvath Discoveries, 2023
- Morteza Shirkoohi : Divine Thoughts, Digital Collection 1001 Notes  / CD ACEL – Nicolas Horvath Discoveries, 2022
- William Susman : Quiet Rhythms Book I, Digital Collection 1001 Notes  / CD Belarca – Nicolas Horvath Discoveries, 2022
- Samuel Vriezen : Within Fourths / Within Fifths, Digital Collection 1001 Notes / CD ACEL – Nicolas Horvath Discoveries, 2024
- Michael Vincent Waller : The South Shore (Pasticcio per meno è più, CD1 - track 5) (OCLC 908574406), CD XI Records, 2015
- Stolen Symphony – fluxus & neofluxus : (La Monte Young) : 2CD SubRosa & Edizioni Conz 2023
- The French avant-garde in the 20th century : (Claude Debussy, Marcel Duchamp, Olivier Greif, Jean Catoire, Philippe Hersant) :  (OCLC 971575519), CD LTM Recordings, 20145) (OCLC 908574406), CD XI Records, 2015

### Musique de jeux vidéo / anime
- Studio Ghibli : Piano Collection, (The Lost Paradise, Heartbroken Kiki, Madness, Soothball, Deep Sea Pasture arrangés par Nicolas Horvath) CD & double 33 Tours Wayô Records, 2023
- Little Big Adventure : Symphonic Suite & OST, (Little Big Adventure Wayô Piano Collection (CD2 pistes 10 à 13 + 2 pistes bonus en digital) arrangé par Nicolas Horvath), 2CD Wayô Records, 2021
- Magician Lord : Original Soundtrack (Magician Lord Wayô Piano Collection (piste 19) arrangé par Nicolas Horvath), CD & 33 Tours Wayô Records, 2020

### Collaborations
- Soror Dolorosa : Mond (track 06 : Broken Love), CD, LP Prophecy Productions 2024
- Merzbow + Nicolas Horvath : PiaNoise, CD Sub Rosa, 2024
- Opening Performance Orchestra + Nicolas Horvath : Fluxus Edition, CD Sub Rosa 2022
- Lustmord + Nicolas Horvath : The Fall / Dennis Johnson's November Deconstructed, CD & 2 33 Tours Sub Rosa, 2020
- Melek-Tha + Nicolas Horvath : Les Montagnes du Délire Sonores, 6 CD + 33 Tours

### Bande Originale
- At Last (2022):  court métrage réalisé par Lancelot Mingau (Prix de la Meilleure Musique lors de la Nuit du Film Court en 2023)

### Électroacoustique / Dark ambient
- N.Horvath : The Tape Years, 6 CDR La Fabrique des Reves, 2020
- N.Horvath : Twilight Amorphousness Of The Vague Abysses, CDR Valse Sinistre Productions, 2015
- N.Horvath : At The Mountains Of Madness, CDR Valse Sinistre Productions, 2015
- N.Horvath : The Dreams In The Witch-House, CDR Valse Sinistre Productions, 2015
- N.Horvath : La Tentation d'exister, Artistic LP AH AH AH Éditions – LBDLC, 2015
- N.Horvath : Acedia, Digital Demerara Records, 2016
- Dapnom : Paralipomènes à la Divine Comédie, CD Mors Ultima Ratio, 2011
- Dapnom : Live in Paris, K7 Ogmios Underground, 2010
- Dapnom + Melek-Tha : Omnium Finis Imminent, 2 CD Fire Of Fire Records, 2008
- Dapnom + Kenji Siratori : Nhir-otkiv Yima'k, CD Sabbathid Records, 2008
- Dapnom : 魔界, K7 Sabbathid Records, 2007
- Dapnom : Baalberith, Pro CDR Le Mal Dominant, 2007
- Dapnom : ...Unio Mystica, K7 Ars Funebris records, 2007
- Dapnom : Actes Préalables, CD Insidious Poinsoning Records, 2007
- Dapnom : Verklärte Nacht, CD Sonic Tyranny Records, 2006
- Dapnom : Mind Control, CD Sonic Tyranny Records, K7 Regimental Records, 2006
- Dapnom : Potestatem, 6 K7, Akedia Rex, 2006
- Dapnom : S'oho... Aiy uhe en-oghg (a.p.III), K7 SP Records, 2006
- Dapnom : Ert Brvueazv 0 (a.p.I), K7 Gravestench, 2005
- Dapnom : Regwoisvokwos Gwhenmi Welminti, K7 Necrocosm Records, 2005
- Dapnom : Melenoiserkwos, K7 Basilisk records, 2005
- Dapnom : ∅, K7 Sadolust records, 2005
- Dapnom : Dvoeskreb, K7 Meurtre Noir Records, 2005
- Dapnom : 1951-N "Black Abstract Expressionism", K7 Insidious Poisoning rec, 2005
- Dapnom : De Profundis, K7 Antihumanism Records, 2004
- A.E.P. : Harawata no Shouki, K7 Titan Woods, 2011
- A.E.P. + Vinterriket : Praeludia Lucis Noctis, CD Asphyxiate Recordings, K7 Ars Funebris Records, 2007
- A.E.P. + Black Seas of Infinity : Kâmarûpa, CD Sonic Tyranny Production, 2007, K7 Ravenheart, 2006
- A.E.P. : Тёмные Огни, Pro CDR Art of Anticreation, K7 Symbollic prod, 2006
- A.E.P. : Aïn, K7 Tour De Garde, 2006
- A.E.P. : THIS IS NOT MUSIC, K7 Fogart Productions, 2006
- A.E.P. : Les Montagnes Hallucinées, Pro CDR Occultum Production, 2006
- A.E.P. : Noir voyage obstrué de rencontres difformes, K7 Infernal Kommando, 2006
- A.E.P. : Demos 1 + 2, K7 Todestrieb records, 2005
- A.E.P. : ...Kaiwelos, K7 Insikt, 2005
- A.E.P. : Nos'leh Cifnoy-räam, K7 MN Records, 2005
- A.E.P. : Enifubos..., K7 MN Records, 2005

## Vidéographie
- Nuit Erik Satie : Nicolas Horvath / Live at the Philharmonie de Paris (DVD édité par NAXOS dans la collection Grand Piano) réalisé par Thierry Villeneuve

## Spectacles
- Brigitte Lecordier & Nicolas Horvath : Le Noël de Léon (conte de Noël écrit par Yves Lecordier - 1001 Notes)

- Marine Michon, Claire-Cécile & Nicolas Horvath : 1001 Nuances de Clown (commande du Festival 1001 Notes - 2024)

## Transcriptions
- SNK Corporation - Art of Fighting, Garou : Mark of the Wolves, Guerilla Wars, The King of Fighters, The Last Blade, Metal Slug, Prehistoric Isle in 1930, Samurai Showdown, The Super Spy, Time Soliders, Vanguard (SNK Collective / Wayo Productions)
- Alcest - Souvenirs d'un autre monde, Kodama, Sur l'océan couleur de fer, Autre Temps, Délivrance (Prophecy Production)
- Soror Dolorosa - Mond from Broken Love (Prophecy Production)
- Tim Burton - Alice in Wonderlands, Batman, Batman Returns, Beetljuice, Big Fish, Charlie and the Chocolate Factory, Corpse Bride, Dark Shadow, Dumbo, Edward Scissorhands, Frankenweenie, Nightmare before Christmas, Pee-wee's Big Adventure, Sleepy Hollow, Wednesday (Danny Elfman / Wayo Productions)
- Little Big Adventure - Piano Suite (Philippe Vachey / Wayo Productions)
- Magician Lord Piano Collection (SNK Collective / Wayo Productions)
- Studio Ghibli - The Lost Paradise, Heartbroken Kiki, Sooth Spirit, Mother Sea, Madness (Joe Hisaishi / Wayo Productions)
- Final Fantasy - One Winged Angel – Virtuoso Version (Nobuo Uematsu); Tina's Rhapsody  (Nobuo Uematsu - L'histoire de Final Fantasy VI; Pix'n Love Editions)
- 1er Mouvement de la Faust Symphonie (Franz Liszt /  Edition Muzik Fabrique)

## Edition Musicale
- Karl August Hermann : Intégrale de l'œuvre pour piano solo  (3 volumes / Edition Muzik Fabrique - 2024)

## Emissions de Radio
- Musiques Actuelles #14 – Le Monde de Kirill Zaborov
- Musiques Actuelles #13 – Le Monde de Christophe Héral
- Musiques Actuelles #12 – Le Monde de Guillaume Tiger
- Musiques Actuelles #11 – Le Monde de Vordb Na.Riidr
- Musiques Actuelles #10 – Le Monde de Nicolas Chaccour
- Musiques Actuelles #09 – Le Monde de Pierrette Mari
- Musiques Actuelles #08 – Le Monde de Melaine Dalibert
- Musiques Actuelles #07 – Le Monde de Guy Printemps
- Musiques Actuelles #06 – 11 albums de l'année 2022
- Musiques Actuelles #05 – Le Monde de Gerard Pape
- Musiques Actuelles #04 – Le Monde de Nicolas Bacri
- Musiques Actuelles #03 – Le Monde d'Andy Julia
- Musiques Actuelles #02 – Le Monde de Denis Levaillant
- Musiques Actuelles #01 – Le Monde d'Hélios Azoulay

## Concerts Fleuves
- du 16 au 17 Septembre 2023  – Nuit Jean Catoire, en collaboration avec l'Ensemble OCEIM, Strasbourg, Palais des Fêtes; 12 heures.
- du 26 au 27 Juin 2021  – Like a flash of lightning that hurries suddenly from the sky to the earth d'Eva-Maria Houben, Milan, BASE; 14 heures.
- du 3 au 4 Aout 2019 – Un piano sous les étoiles, Misy-sur-Yonne, chemin de halage; 12 heures.
- 28 avril 2019, Intégrale des 15 Klavierstücke pour piano de Karlheinz Stockhausen, Nantes, Institut des études avancées; 5 heures 30 minutes.
- du 30 au 31 Novembre 2018 – Intégrale de la musique pour piano solo de Philip Glass, Bordeau, CAPC; 11 heures.
- du 20 au 21 Octobre 2018 –  Intégrale de l'œuvre d'Erik Satie (Vexations incluses), Le Mans, Ecole supérieure des Beaux-Arts, Nicolas Horvath; 24 heures.
- du 5 au 6 Octobre 2018 – Intégrale de la musique pour piano solo d'Erik Satie, Paris, Philharmonie Salle Boulez, 8 heures.
- du 4 au 5 Octobre 2018 – Intégrale de la musique pour piano solo d'Erik Satie, Palerme, Teatro Massimo; 8 heures.
- du 4 au 5 Aout 2018 – Un piano sous les étoiles, Misy-sur-Yonne, chemin de halage; 12 heures.
- du 19 au 20 Mai 2018 – Intégrale de la musique pour piano solo d'Erik Satie, Milan, Six Gallery; 8 heures.
- 18 mars 2018 – Intégrale de la musique pour piano solo d'Erik Satie, Nantes, Institut des études avancées; 8 heures.
- du 24 au 25 Septembre 2017  – GlassWorlds (100 Hommages à Philip Glass & Intégrale Philip Glass), Middelburg, Zeeuwse Concertsaal; 14 heures.
- du 15 au 16 Septembre 2017 – Vexations d'Erik Satie, Le Mans, Ecole supérieure des Beaux-Arts; 24 heures.
- du 21 au 22 Mai 2017 – Intégrale de la musique pour piano solo de Philip Glass, Milan, Fondazione Prada; 10 heures.
- du 20 au 21 Mai 2017 – Intégrale de la musique pour piano solo de Philip Glass, Nice, Galerie de la Marine; 6 heures.
- du 1 au 2 Avril 2017– Intégrale de la musique pour piano solo de Philip Glass, Nantes, Manoir de Procé; 10 heures.
- 30 Janvier 2017 – Intégrale de la musique pour piano solo de Philip Glass, New-York, Carnegie Hall; 5 heures.
- du 14 au 15 Décembre 2016 – Vexations d'Erik Satie, París, Musée des Arts Décoratifs; 12 heures.
- du 1 au 2 Octobre 2016 – Intégrale de la musique pour piano solo de Philip Glass, Paris, Philharmonie de Paris - Salle Boulez; 11 heures.
- du 5 au 6 Décembre 2015 – Intégrale de la musique pour piano solo de Philip Glass, Pessac, Salle Bellegrave; 7 heures.
- du 15 au 16 Novembre 2015  – GlassWorlds (100 Hommages à Philip Glass & Intégrale Philip Glass), Odessa; 14 heures.
- du 6 au 7 Septembre 2015 – GlassWorlds (100 Hommages à Philip Glass & Intégrale Philip Glass), Orlando; 14 heures.
- du 1 au 2 Juillet 2015 – Vexations d'Erik Satie, Paris, Radio France, Nicolas Horvath; 24 heures.
- du 25 au 26 Janvier 2015 – Intégrale de l'œuvre pour piano de Philip Glass, Rennes, FRAC; 7 heures.
- du 31 Décembre 2014 au 1er Janvier 2015 – GlassWorlds (100 Hommages à Philip Glass & Intégrale Philip Glass), Kiev, Museum of National Treasures; 13 heures.
- du 29 au 30 Novembre 2014 – Intégrale de l'œuvre pour piano de Philip Glass, Minsk, House of the International Meetings; 6 heure.
- 29 Juin 2014 – GlassWorlds (100 Hommages à Philip Glass), Collioure, Temple Protestant, 5 heures 30 minutes.
- du 17 au 18 Juin 2014 – Vexations d'Erik Satie, Monaco, Galerie Entrepôt, Nicolas Horvath; 24 heures.
- du 11 au 12 Avril 2014 – GlassWorlds (100 Hommages à Philip Glass & Intégrale Philip Glass), Paris, Palais de Tokyo; 13 heures.
- du 15 au 16 Février 2014 – Nuit du piano Minimal, Kiev, House of the Architects; 13 heures.
- du 5 au 6 Juillet 2013 – Canto Ostinato XL, Monaco, Galerie Entrepôt; 7 heures 30 minutes.
- du 27 au 28 Juin 2013 – Nuit du piano Minimal, Collioure, Temple Protestant;  12 heures.
- du 25 au 26 Mai 2013 – Intégrale de l'œuvre pour piano de Philip Glass, Kiev, Book Arsenal; 5 heures et 30 minutes.
- du 12 au 13 Décembre 2012 – Vexations d'Erik Satie, Paris, Palais de Tokyo, Nicolas Horvath; 35 heures.
- du 9 au 10 Décembre 2012  – Intégrale de l'œuvre pour piano de Philip Glass, Villeurbanne, Espace Tonkin; 5 heures et 30 minutes.
- du 6 au 7 Octobre 2012 – Intégrale de l'œuvre pour piano de Philip Glass, Paris, Nef du Collège des Bernardins;  5 heures et 30 minutes.
- du 28 au 29 Juin 2012 – Nuit du piano Minimal et expérimental, Collioure, Temple Protestant; 12 heures.
- du 10 au 11 Décembre 2011 – Vexations d'Erik Satie, Villeurbanne, Eglise de Sante Thérèse; 13 heures.
- 4 Décembre 2011 – Marathon Satie, Eglise de Saint Martin de Fenouillet; 6 heures.
- 3 Décembre 2011 – Intégrale de l'œuvre d'Erik Satie, Perpignan, Théâtre Municipal; 9 heures.
- du 2 au 3 Décembre 2011 – Intégrale de l'œuvre d'Erik Satie (Vexations incluses), Honfleur, Galerie Danielle Bourdette-Gorzkowski; 18 heures.
- du 28 au 29 Juin 2011 – Nuit du piano Minimal et Expérimental, Collioure, Temple Protestant; 10 heures 30 minutes.
- du 26 Juin 2011 – Vexations d'Erik Satie, Lagny-sur-Marne, Conservatoire de Musique; 10 heures 30 minutes
- du 21 au 22 Juin 2011 – Vexations d'Erik Satie, Rennes, Maison de quartier La Touche; 15 heures et 30 minutes.
- du 7 au 8 Avril 2011 – Vexations d'Erik Satie, Prague, Studio Ruby; 14 heures.
- du 5 au 6 Avril 2011 – Night of Minimal & Experimental Piano, Prague, Hlahol 's Hall; 5 heures 30 minutes.
- du 15 au 16 Avril 2011 – Vexations d'Erik Satie, Monaco, Galerie Entrepôt; 24 heures.
- 4 Décembre 2010 – Vexations d'Erik Satie, Perpignan : Centre de Congrès de Perpignan; 15 heures.

## Publications

### Livrets
- 2024 : Frédéric Chopin – Les Nocturnes Secrets (Chopin – Collection 1001 Notes, 1001NOTES023)
- 2021 : co-écrit avec Deborah Hayes, Les Sonates d'Hélène de Montgeroult (Hélène de Montgeroult - Complete Piano Sonatas, Naxos – Grand Piano GP885-86)
- 2021 : co-écrit avec Deborah Hayes, Les Sonates d'Anne-Louise Brillon de Jouy, (Brillon de Jouy - The Piano Sonatas Rediscovered, Naxos – Grand Piano GP872-73)
- 2019 : AMERICA, (GlassWorlds Vol.6, Naxos – Grand Piano GP817)
- 2016 : Enlightenment, (GlassWorlds Vol.5, Naxos – Grand Piano GP745)
- 2016 : On Love, (GlassWorlds Vol.4, Naxos – Grand Piano GP692)
- 2016 : The Metamorphose, (GlassWorlds Vol.3, Naxos – Grand Piano GP691)
- 2015 : Philip Glass Complete Piano Etudes, (GlassWorlds Vol.2, Naxos – Grand Piano GP690)
- 2015 : Glassworlds, (GlassWorlds Vol.1, Naxos – Grand Piano GP677)
- 2012 : Franz Liszt – Christus, (Liszt – Christus, Hortus Edition H100)

### Articles
- 2022 : co-écrit avec Marie-Lise Babonneau, Régis Campo, David Christoffel et Yannis Constantinides, Parachever (Les Annales de Metaclassique - Vol. II. Aedam Musicae)
- 2021 : Jouer la Musique pour piano de Jean Catoire  (Livret : Jean Catoire Intégrale de la musique pour piano Vol.1, 2, 3, 4, 5, 6, 7, 8. Nicolas Horvath Discoveries (Collection 1001 Notes / ACEL)
- 2019 : Music for Piano with Slow Sweep Pure Wave Oscillators XL d'Alvin Lucier, (Notice de concert - Deep Listen. Festival Musica Strasbourg)
- 2018 : Dr Jekyll & Mister Hyde, (Régis Campo, Musique de l'émerveillement. Aedam Musicae)
- 2016 : Biographie de Jaan Rääts, (Programme des  Activités Culturelles et Promotionnelles du Conseil de l'Europe, Conseil de l'Europe)

### Traductions en français
- 2019 : Erik Satie - Complete Piano Work, New Salabert Edition Vol.4, (Naxos – Grand Piano GP823)
- 2019 : AMERICA, (GlassWorlds Vol.6, Naxos – Grand Piano GP817)
- 2018 :  Erik Satie - Complete Piano Work, New Salabert Edition Vol.3, (Naxos – Grand Piano GP763)
- 2018 : Erik Satie - Complete Piano Work, New Salabert Edition Vol.2, (Naxos – Grand Piano GP762)
- 2017 : Erik Satie - Complete Piano Work, New Salabert Edition Vol.1, (Naxos – Grand Piano GP761)
- 2016 : L’illumination, (GlassWorlds Vol.5, Naxos – Grand Piano GP745)
- 2016 : Amour à mourir, (GlassWorlds Vol.4, Naxos – Grand Piano GP692)
- 2016 : La Métamorphose, (GlassWorlds Vol.3, Naxos – Grand Piano GP691)
- 2015 : Les Études pour piano de Philip Glass, (Livret : GlassWorlds Vol.2, Naxos – Grand Piano GP690)
- 2015 : Glassworlds, (GlassWorlds Vol.1, Naxos – Grand Piano GP677)

### Traductions en anglais
- 2023 : David Christoffel : Echecs Opératiques, , Digital Collection 1001 Notes / 3CD ACEL – Nicolas Horvath Discoveries
- 2023 : Terry Jennings : Winter Sun, Digital Collection 1001 Notes / 1CD ACEL – Nicolas Horvath Discoveries
- 2022 : Tom Johnson : The Chord Catalogue, Digital Collection 1001 Notes / 4CD ACEL – Nicolas Horvath Discoveries
- 2022 : Melaine Dalibert : En Abyme, Digital Collection 1001 Notes / CD ACEL – Nicolas Horvath Discoveries
- 2022 : Tom Johnson : One Hour for Piano, Digital Collection 1001 Notes / CD ACEL – Nicolas Horvath Discoveries
- 2022 : Hans Otte : The Book of Sounds, Digital Collection 1001 Notes / 2CD ACEL – Nicolas Horvath Discoveries
- 2022 : John Cage : In a Landscape, Digital Collection 1001 Notes / CD ACEL – Nicolas Horvath Discoveries
- 2022 : Dennis Johnson : November, Digital Collection 1001 Notes / 6CD ACEL–  Nicolas Horvath Discoveries
- 2022 : Morteza Shirkoohi : Divine Thoughts, Digital Collection 1001 Notes / CD ACEL – Nicolas Horvath Discoveries
- 2022 : William Susman : Quiet Rhythms Book I, Digital Collection 1001 Notes  / CD Belarca – Nicolas Horvath Discoveries
- 2021 : Jean Catoire : Complete Piano Works all volumes, Digital Collection 1001 Notes / 28CD ACEL – Nicolas Horvath Discoveries